# John Fernside

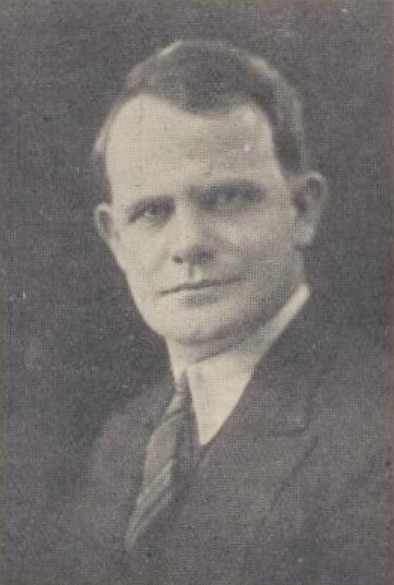
John Fernside

John Fernside (* 1892 in Wollongong; † 26. Oktober 1957 in Darlinghurst, Sydney) war ein australischer Film- und Theaterschauspieler.

## Leben
Fernside arbeitete ab 1919 bis in die 1950er-Jahre hinein auf der Bühne und drehte Filme. Sein Filmdebüt gab er 1932 in dem australischen Musikfilm His Royal Highness als Giuseppe.
Bekannt ist er als Co-Star von Chips Rafferty, mit dem zusammen er in zwei beliebten australischen Filmen der 1940er-Jahre zusammenarbeitete: Das große Treiben (1946) und Die Kinder von Mara-Mara (1947)  unter der Regie von Ralph Smart. Seine letzte Filmrolle spielte Fernside 1957 in der Anthologie Three in One als Landstreicher.

## Filmografie
- 1932: His Royal Highness
- 1936: Uncilivised
- 1937: The Avenger
- 1939: Seven Little Australians
- 1940: Wings of Destiny
- 1941: The Power and the Glory
- 1946: Das große Treiben (The Overlanders)
- 1947: Die Kinder von Mara-Mara (Bush Christmas)
- 1949: Goldgräber (Eureka Stockade)
- 1950: No Strangers Here
- 1951: The Glenrowan Affair
- 1957: Three in One

## Theater
- 1919: De Luxe Annie[2]
- 1923: French Leave, Criterion Theatre, Sydney
- 1924: My Lady’s Dress, Theatre Royal, Sydney
- 1925: Bought and Paid For, Criterion Theatre, Sydney
- 1925: Secrets, Criterion Theatre, Sydney
- 1927: Our Wife, Criterion Theatre, Sydney
- 1927: The Road to Rome, Criterion Theatre, Sydney
- 1927: Rain, Criterion Theatre, Sydney
- 1928: The Trial of Mary Dugan, Theatre Royal, Sydney
- 1929: Pigs, Criterion Theatre, Sydney
- 1929: The Perfect Alibi, Criterion Theatre, Sydney
- 1930: This Thing Called Love, Criterion Theatre, Sydney
- 1930: The House That Jack Built, Theatre Royal, Melbourne
- 1931: On the Spot, Criterion Theatre, Sydney
- 1931: My Lady’s Dress, Criterion Theatre, Sydney
- 1931: Many waters, Criterion Theatre, Sydney
- 1931: Cape Forlorn, Comedy Theatre, Melbourne
- 1932: Whistling in the Dark, Criterion Theatre, Sydney
- 1932: The Patsy, Criterion Theatre, Sydney
- 1933: Road House, Criterion Theatre, Sydney
- 1934: Fresh Fields, Criterion Theatre, Sydney
- 1936: The Love Story of Anne, Theatre Royal, Sydney
- 1940: Banana Ridge, Theatre Royal, Sydney
- 1946: Peter Pan, Minerva Theatre, Kings Cross[3]